# خبینه سفلی

## جمعیت
این روستا در دهستان اسماعیلیه شمالی قرار دارد و براساس سرشماری مرکز آمار ایران در سال ۱۳۸۵، جمعیت آن ۳۲۷ نفر (۶۳خانوار) بوده‌است.